# ATC (J04)
Jest to część klasyfikacji anatomiczno-terapeutyczno-chemicznej:
- J – Leki stosowane w zakażeniach
  - J 01 – Leki przeciwbakteryjne do stosowania wewnętrznego
  - J 02 – Leki przeciwgrzybicze do stosowania wewnętrznego
  - J 04 – Leki przeciwprątkowe
  - J 05 – Leki przeciwwirusowe do stosowania wewnętrznego
  - J 06 – Surowice odpornościowe i immunoglobuliny
  - J 07 – Szczepionki

Obejmuje ona leki przeciwprątkowe:

## J 04 A – Leki stosowane w leczeniugruźlicy
- J 04 AA – Kwas aminosalicylowy i jego pochodne
  - J 04 AA 01 – kwas aminosalicylowy
  - J 04 AA 02 – aminosalicylan sodu
  - J 04 AA 03 – aminosalicylan wapnia
- J 04 AB – Antybiotyki
  - J 04 AB 01 – cykloseryna
  - J 04 AB 02 – ryfampicyna
  - J 04 AB 03 – ryfamycyna
  - J 04 AB 04 – ryfabutyna
  - J 04 AB 05 – ryfapentyna
  - J 04 AB 06 – enwiomycyna
  - J 04 AB 30 – kapreomycyna
- J 04 AC – Hydrazydy
  - J 04 AC 01 – izoniazyd
  - J 04 AC 51 – izoniazyd w połączeniach
- J 04 AD – Pochodne tiomocznika
  - J 04 AD 01 – protionamid
  - J 04 AD 02 – tiokarlid
  - J 04 AD 03 – etionamid
- J 04 AK – Inne
  - J 04 AK 01 – pirazynamid
  - J 04 AK 02 – etambutol
  - J 04 AK 03 – teryzydon
  - J 04 AK 04 – morynamid
  - J 04 AK 05 – bedakilina
  - J 04 AK 06 – delamanid
  - J 04 AK 07 – tioacetazon
  - J 04 AK 08 – pretomanid
- J 04 AM – Preparaty złożone z antybiotykami
  - J 04 AM 01 – streptomycyna z izoniazydem
  - J 04 AM 02 – ryfampicyna z izoniazydem
  - J 04 AM 03 – etambutol  z izoniazydem
  - J 04 AM 04 – tioacetazon z izoniazydem
  - J 04 AM 05 – ryfampicyna, pirazynamid i izoniazyd
  - J 04 AM 06 – ryfampicyna, pirazynamid, etambutol i izoniazyd
  - J 04 AM 07 – ryfampicyna, etambutol i izoniazyd
  - J 04 AM 08 – izoniazyd, sulfametoksazol, trimetoprym i pirydoksyna

## J 04 B – Leki stosowane w leczeniu trądu
- J 04 BA – Leki stosowane w leczeniu trądu
  - J 04 BA 01 – klofazymina
  - J 04 BA 02 – dapson
  - J 04 BA 03 – aldesulfon sodowy
  - J 04 BA 50 – dapson i ryfampicyna
  - J 04 BA 51 – dapson, klofazymina i ryfampicyna